# بوب كابلان
بوب كابلان هو محامي ومؤلف وسياسي كندي، ولد في 27 ديسمبر 1936 في تورونتو في كندا، وتوفي بنفس المكان في 5 نوفمبر 2012. حزبياً، نشط في الحزب الليبرالي الكندي. وقد انتخب عضو مجلس العموم الكندي.